# 巴嘉戰役
巴嘉戰役，是越南戰爭早期的一場戰鬥。
最終戰鬥以越南南方民族解放阵线勝利而告終。